# Coalizione Democratica Unitaria

Logo della Coalizione Democratica Unitaria.

La Coalizione Democratica Unitaria (in portoghese Coligação Democrática Unitária, "CDU", ufficialmente abbreviata PCP-PEV) è una federazione di partiti politici di sinistra attiva in Portogallo. Essa riunisce:
- Partito Comunista Portoghese;
- Partito Ecologista "I Verdi";
- Membri dell’ormai sciolto Intervento Democratico.

La federazione è sorta nel 1987 dopo lo scioglimento dell'Alleanza del Popolo Unito, di cui facevano parte lo stesso Partito Comunista e il Movimento Democratico Portoghese.
In seguito alle elezioni legislative del 2024 dispone di 4 deputati all'Assemblea della Repubblica.
Gode di un buon sostegno elettorale nell'Alentejo.